# بيرت وليامز
بيرت وليامز (بالإنجليزية: Bert Williams)‏ (1 مايو 1905 في المملكة المتحدة - 14 مايو 1974 في المملكة المتحدة) هو مدرب كرة قدم ولاعب كرة قدم بريطاني في مركز الهجوم. شارك مع منتخب ويلز لكرة القدم. أما مع النوادي، فقد لعب مع نادي ريكسهام ونادي غيلينغهام ونادي يورك سيتي ونادي تشستر سيتي وBurton Town F.C. ‏.

## وصلات خارجية
- بيرت وليامز على موقع ناشيونال فوتبول تيمز (الإنجليزية)